# Żerebkowe
Żerebkowe (ukr. Жеребкове) – wieś na Ukrainie, w obwodzie odeskim, w rejonie podolski, w hromadzie Anańjiw. W 2001 liczyła 1967 mieszkańców, wśród których 1800 wskazało jako ojczysty język ukraiński, 107 rosyjski, 45 mołdawski, 6 bułgarski, a 9 białoruski.

## Urodzeni
- Denys Fomin